# Rainer Reiners
Rainer Reiners (* 1959 in Preetz) ist ein deutscher Film- und Theaterschauspieler.

## Leben
Rainer Reiners wurde 1959 in der schleswig-holsteinischen Kleinstadt Preetz geboren. Nach verschiedenen beruflichen Stationen, unter anderem als Bau- oder Waldarbeiter, als Bergmann oder Beleuchter, absolvierte er von 1987 bis 1991 eine Schauspielausbildung an der Etage in Berlin. An dem Berliner Theater Tribüne wirkte er an mehreren Stücken mit, unter anderem an Geliebte Aphrodite, Neil Simons Brooklyn Memoiren, Tartuffe von Molière und in dem damals etablierten Dauererfolg Ladies Night von Stephen Sinclair. Mehrere Fernsehauftritte folgten, unter anderem in der Fernsehreihe Tatort, in der von der ARD produzierten Reihe Berlin, Berlin und im TV-Drama Berlin is in Germany.
Seinen schauspielerischen Durchbruch hatte Reiners 2015 mit seiner Rolle als Riesling-Rudi in dem vom Südwestrundfunk produzierten Mehrteiler Pälzisch im Abgang, der bereits bei der Erstausstrahlung im SWR einen Marktanteil von 2,4 % erreichte. Allein in dieser Folge wurde Reiners einem 510.000 Personen zählenden deutschen Fernsehpublikum bekannt.
Im US-amerikanischen Film Operation Finale (2018) über die Entführung von Adolf Eichmann spielt Reiners den hessischen Generalstaatsanwalt Fritz Bauer, der eine zentrale Rolle bei der Aufspürung und Ergreifung Eichmanns spielte.

## Filmografie (Auswahl)
- 2001: Berlin is in Germany
- 2004: Berlin, Berlin (Fernsehserie, 1 Folge)
- 2008: Tatort: Das schwarze Grab
- 2008: Der Tote in der Mauer
- 2010: Polizeiruf 110: Einer von uns
- 2010: Polizeiruf 110: Aquarius
- 2010: Tatort: Blutgeld
- 2011: Tatort: Edel sei der Mensch und gesund
- 2012: Der Kriminalist (Fernsehserie, 2 Folgen)
- 2012: SOKO Leipzig (Fernsehserie, 2 Folgen)
- 2012: Die Vermissten
- 2012: Spreewaldkrimi: Eine tödliche Legende
- 2013: Die Bücherdiebin
- 2014: Grand Budapest Hotel
- 2014: Alles muss raus – Eine Familie rechnet ab (Fernsehzweiteiler)
- 2014: 1864 – Liebe und Verrat in Zeiten des Krieges (Fernsehserie, 3 Folgen)
- 2015: Eichwald, MdB (Fernsehserie, 4 Folgen)
- 2015: Homeland (Fernsehserie, Folge 5x08)
- 2015: Pälzisch im Abgang
- 2015: Schuld nach Ferdinand von Schirach
- 2015: Sense8
- 2015: Im Namen meines Sohnes
- 2015: Eine wie diese
- 2016: Der Staatsanwalt (Fernsehserie, 1 Folge)
- 2016: Jeder stirbt für sich allein
- 2016: Böse Wetter – Das Geheimnis der Vergangenheit
- 2016: Bibi & Tina: Mädchen gegen Jungs
- 2017: Mein Blind Date mit dem Leben
- 2017: Alles Klara (Fernsehserie, 1 Folge)
- 2017: Zwei Bauern und kein Land
- seit 2017: Das Institut – Oase des Scheiterns
- 2018: Mute
- 2018: Tatort: Unter Kriegern
- 2018: SOKO Stuttgart: Das eiskalte Händchen
- 2018: Ella Schön: Die Inselbegabung (Fernsehfilm)
- 2018: Ella Schön: Das Ding mit der Liebe (Fernsehfilm)
- 2018: Operation Finale (Fritz Bauer)
- 2018: 1918 – Aufstand der Matrosen (Doku-Drama)
- 2018: Ostfriesenblut
- 2019: Der Bulle und das Biest (Fernsehserie)
- 2019: Ella Schön: Die nackte Wahrheit (Fernsehfilm)
- 2019: Ella Schön: Sturmgeschwister (Fernsehfilm)
- 2019: Tatort: Der gute Weg
- 2020, 2024: SOKO Stuttgart: Kindersegen, 3 Zimmer, Küche, Tod
- 2020: Nicht tot zu kriegen (Fernsehfilm)
- 2020: Kroymann (Satiresendung, 1 Folge)
- 2020: Tatort: Parasomnia
- 2020: Ella Schön: Feuertaufe (Fernsehfilm)
- 2020: Ella Schön: Schiffbruch (Fernsehfilm)
- 2021: Die Drei von der Müllabfuhr – Operation Miethai (Fernsehreihe)
- 2021: Blood Red Sky
- 2021: Ella Schön: Land unter (Fernsehfilm)
- 2021: Ella Schön: Familienbande (Fernsehfilm)
- 2021: Tatort: Die Kalten und die Toten
- 2022: Mord mit Aussicht – Kartoffelking (Fernsehserie)
- 2022: Ella Schön: Das Glück der Erde (Fernsehfilm)
- 2022: Inventing Anna (Miniserie)
- 2022: Ella Schön: Freischwimmer (Fernsehfilm)
- 2022: Ella Schön: Seitensprünge (Fernsehfilm)
- 2022: Strafe – Ein hellblauer Tag
- 2023: Dünentod – Ein Nordsee-Krimi
- 2023: Familie Anders: Willkommen im Nest (Fernsehreihe)
- 2023: In aller Freundschaft – Die jungen Ärzte – Hals über Kopf (Fernsehserie)
- 2023: In aller Freundschaft – Weihnachtswelten (Fernsehserie)
- 2024: Blutige Anfänger: Wasserleichen lügen nicht (Fernsehserie)
- 2024: Mandat für Mai (Fernsehserie)
- 2024: Familie Anders: Mann Nummer 1 (Fernsehreihe)
- 2024: Stille Nacht, raue Nacht (Fernsehfilm)
- 2024: Dünentod – Tod auf dem Meer
- 2024: Dünentod – Falsches Spiel
- 2025: Dünentod – Tödliche Geheimnisse
- 2025: Comandante Fritz